# Атолука
Вижте пояснителната страница за други значения на Атолука.
Атолука (от турски: ат – кон, олук – корито, място за поене: корито, от което конете пият вода) (На някои карти мястото е отбелязяно с наименованието: „Васил Петлешков“) е курортна местност, намираща се на 4 km от село Равногор
За разлика от повечето планински курорти, Атолука все още може да се нарече приблизително диво кътче, почти незасегнато от модернизацията. На територията му се разполагат почивна станция „Атолука“, около 450 вили, магазин, хотел-ресторант, параклис. В близкото минало е имало и библиотека, която вече не съществува. Местността е изключително красива, малко известна, богата на билки, гъби и горски плодове (боровинки, малини, и т.н.).
Летовище Атолука е разположено върху седловината Чакмакли на 1450 м надморска височина. Като курортно селище води началото си от 1906 г., когато на това място е организиран първият излет на брациговски младежи. През 1923 г. е било база на брациговската партизанска чета. Околностите на летовището предлагат условия за еднодневни походи, които могат да се организират до Чакмакли, Попова шапка, Въртележката, Орозтепе, Мангашли, Каваците и др. Чуден пейзаж се открива в долината на р. Пиздица, където могат да се видят Сините водопади.

## Защитена местност
На 5 август 1969 г. земите около курорта са обявени за защитена местност Атолука с цел опазване на вековната иглолистна гора от бял бор и смърч.